# Agustines Descalces
Les Agustines Descalces són un orde religiós femení de clausura, fundat per Joan de Ribera el 1597. Va nàixer durant les reformes dels ordes religiosos del moment i va quedar vinculat als agustins recol·lectes i els carmelites descalços.
No s'han de confondre amb les Agustines Recol·lectes, fundades en el mateix moment i de vegades anomenades Agustines Descalces Recol·lectes.

## Història

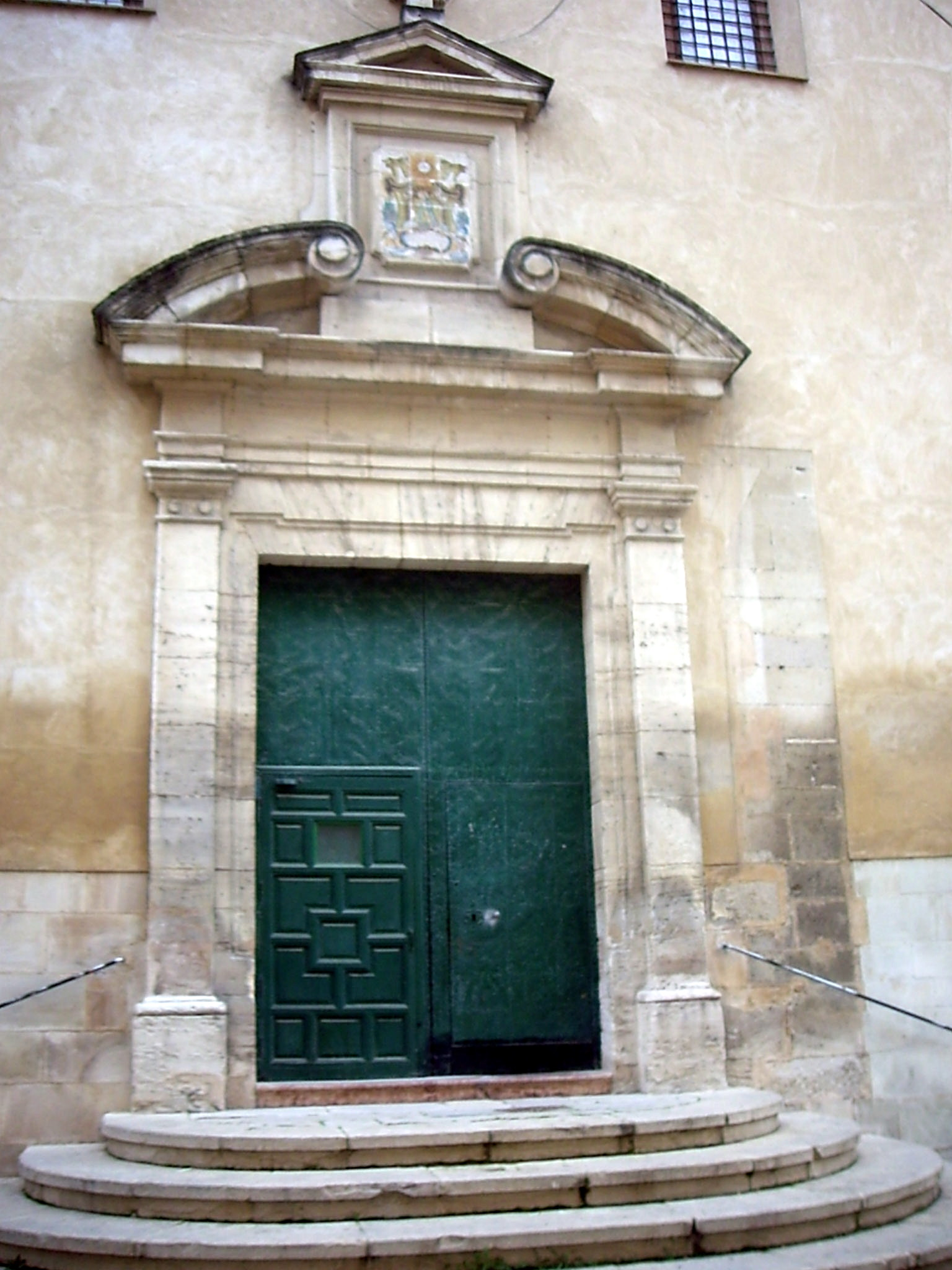
Porta del Sant Sepulcre d'Alcoi, primera fundació de l'orde.

Sant Joan de Ribera, llavors bisbe de València, va proposar a Teresa de Jesús que fundés un convent a la diòcesi de València. Teresa no volgué fer-ho, perquè el bisbe volia que la fundació estigués sota la jurisdicció de la diòcesi, i Teresa volia el contrari, que les fundacions fossin independents del bisbat i depenguessin del capítol general de l'orde. Davant la negativa, el mateix Joan de Ribera impulsà la fundació d'un convent on implantar la reforma carmelitana. La nova comunitat era formada per tres monges carmelites descalces i tres canonesses agustines.
La fundació s'establí a Alcoi el 18 de desembre de 1597 i va adoptar la Regla de Sant Agustí juntament amb les constitucions de Santa Teresa de Jesús. S'hi combinaven, doncs, l'esperit agustinià i el carmelita, juntament amb una especial devoció a l'Eucaristia, promoguda per Joan de Ribera. Ell mateix en redactà les modificacions a les constitucions teresianes, que disposaven una clausura estricta, dues hores diàries d'oració mental, vida en comú, presidida per la senzillesa i l'austeritat, pobresa real, prohibició de privilegis o beneficis, dejunis, treball en comú, edificis pobres i que les comunitats tinguessin pocs membres. A més, la subjecció de l'orde a l'arquebisbat de València.
La reforma s'estengué per València i Múrcia. El 1604 s'obrí el convent de Dénia i el 1605, el de Santa Úrsula de València. Almansa (1609), l'Olleria i Benigànim (1611), Múrcia (1616) van ser les primeres fundacions, a les quals se sumarien Xàbia i Sogorb.
Els trasbalsos del segle xix i la Guerra civil van afectar els convents, alguns dels quals van ser suprimits. La vida monàstica es va restaurar el 1939, amb moltes baixes i manca de recursos. El 30 de juliol de 1957, el prior general dels agustins recol·lectes va impulsar l'agrupació dels convents en una Federació dels Monestirs d'Agustines Descalces d'Espanya, a la qual es van afegir les comunitats existents, llevat les d'Almansa i Dénia, que preferiren passar a la congregació de les Agustines Recol·lectes. Des de llavors, l'orde va ser assistit espiritualment pels agustins recol·lectes.
Al final de 2005, la federació compta amb quatre monestirs: Alcoi, L'Olleria, Benigànim i Múrcia i tenien 31 monges i novícies. El 2013 les monges d'Alcoi van tancar el monestir i es van anar a Benigànim.
Entre els membres destacats hi ha Dorotea de la Creu, la beata Agnès de Benigànim (1625-1696) i la beata Josepa Masià (1887-1936), màrtir.